# Стрибки у воду на літніх Олімпійських іграх 1936
Змагання зі стрибків у воду на літніх Олімпійських іграх 1936 у Берліні тривали з 10 до 15 серпня на Олімпійському плавальному стадіоні. Розіграно 4 комплекти нагород (по 2 серед чоловіків і жінок). Змагалися 69 стрибунів і стрибунок у воду з 21-єї країни.

## Медальний залік

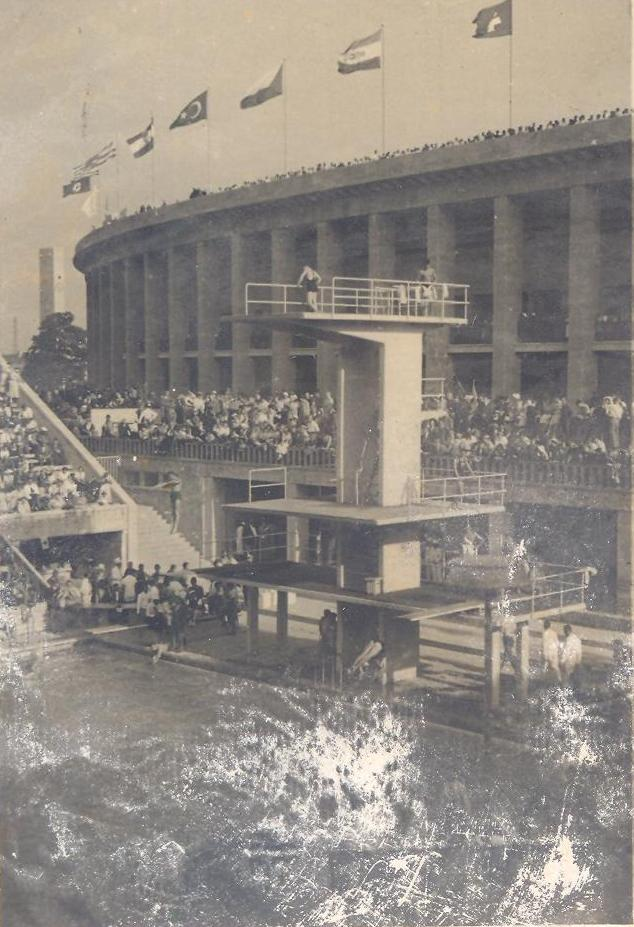
Стрибки у воду на літніх Олімпійських іграх 1936

### Чоловіки
| Дисципліна    | Золото               | Срібло             | Бронза              |
| ------------- | -------------------- | ------------------ | ------------------- |
| Трамплін, 3 м | Річард Деґенер (USA) | Маршалл Вейн (USA) | Алан Ґрін (USA)     |
| Вишка, 10 м   | Маршалл Вейн (USA)   | Елберт Рут (USA)   | Германн Шторк (GER) |

### Жінки
| Дисципліна    | Золото                    | Срібло             | Бронза                    |
| ------------- | ------------------------- | ------------------ | ------------------------- |
| Трамплін, 3 м | Марджорі Джестрінґ (USA)  | Кетрін Роулз (USA) | Дороті Пойнтон-Гілл (USA) |
| Вишка, 10 м   | Дороті Пойнтон-Гілл (USA) | Велма Данн (USA)   | Кете Келер (GER)          |

## Країни-учасниці
Змагалися 39 стрибунів і 30 стрибунок у воду з 21-єї країни:
- Австралія  (1)
- Австрія  (3)
- Канада  (3)
- Чехословаччина  (3)
- Данія  (2)
- Єгипет  (4)
- Фінляндія  (1)
- Франція  (2)
- Німеччина  (11)
- Велика Британія  (6)
- Угорщина  (2)
- Італія  (3)
- Японія  (5)
- Мексика  (1)
- Нідерланди  (1)
- Норвегія  (3)
- Перу  (1)
- Швеція  (3)
- Швейцарія  (3)
- США  (10)
- Югославія  (1)

## Таблиця медалей
| Місце              | Країна             | Золото | Срібло | Бронза | Загалом |
| ------------------ | ------------------ | ------ | ------ | ------ | ------- |
| 1                  | США                | 4      | 4      | 2      | 10      |
| 2                  | Німеччина          | 0      | 0      | 2      | 2       |
| Загалом (2 збірні) | Загалом (2 збірні) | 4      | 4      | 4      | 12      |